# Șerbănești (gmina Păușești)
Șerbănești – wieś w Rumunii, w okręgu Vâlcea, w gminie Păușești. W 2011 roku liczyła 397 mieszkańców.